# 尖閣諸島国有化
尖閣諸島国有化（せんかくしょとうこくゆうか）とは、2012年9月11日に日本人の私有地であった尖閣諸島を日本国政府が20億5000万円で購入し国有化した事に関する一連の出来事である。

## 経緯

### 東京都による購入計画
2008年12月8日、中華人民共和国は海洋調査船「海監46号、海監51号」2隻を、沖縄県・尖閣諸島の日本領海内に侵入させた（尖閣諸島中国船領海侵犯事件）。そして2010年9月7日の尖閣諸島中国漁船衝突事件（以下、漁船衝突事件）以降は、ほぼ毎月の頻度で、農業部漁業局（BOF）の「漁政」や国務院国家海洋局（SOA）海監総隊の「海監」などの公船を尖閣周辺海域に派遣したり、領海侵犯を繰り返し、尖閣諸島の日本の有効支配を打破するための攻勢を強めていた。それらの動きを受け、2012年4月16日（日本時間17日未明）、当時の都知事石原慎太郎はワシントンのヘリテージ財団主催のシンポジウムで行った講演で、尖閣諸島を地権関係者から買い取る方向で基本合意したことを明らかにした。購入の動機については、島に港湾施設などを整備して日本の有効支配を確たるものにするためとした。
地権関係者は埼玉県さいたま市在住 で、1970年代から所有者となっていた。石油関連企業や政治家から売却の話が持ち込まれていたが、全て断っていた。
石原、地権関係者、地権関係者と30年来の友人である山東昭子参院議員の仲介により半年にわたる三者の極秘交渉の末、「個人で所有するには限界がある」「政府に買い上げてもらいたいが、今の政府は信用できない」などと感じた地権関係者が都に売却を決断したとされていた。
東京都は購入資金を捻出するために東京都尖閣諸島寄附金を募集し、2012年5月18日までに56,239件、7億6609万3340円が、8月14日までに約9万7千件、計14億円超が、9月11日の国有化直後の9月13日までには102,622件、14億7327万円の寄附が集まった。そして「購入する前に上陸調査をする必要がある」として政府に上陸を申請したが許可されず、9月2日に海難救助船「航洋丸」をチャーターし尖閣諸島を洋上から視察した（東京都尖閣諸島現地調査）。
この東京都による購入計画が浮上すると、丹羽宇一郎駐中大使は6月7日付け『フィナンシャル・タイムズ』によるインタビューで、「購入が実行されれば日中関係に重大な危機をもたらすことになる」として、日本政府関係者として初めて反対を明言した。これに対して石原都知事は不快感を示し、藤村修官房長官は「領土問題は存在しない」とする日本政府の立場から「政府の立場を表明したものでは全くない」と批判した。また、関連して、同年5月4日に横路孝弘・衆議院議長（民主党）と習近平国家副主席との会談に同席した丹羽が、「（尖閣諸島購入を支持する）日本の国民感情はおかしい、日本は変わった国なんですよ」と発言していたことも判明した。丹羽はこの件で改めて与野党やメディアから批判を浴び、その後更迭された。

### 日本国政府による購入と国有化
これらの東京都による尖閣諸島購入の流れに中国政府は外交部の声明で激しく反発した。このため日本国政府（野田内閣）は中国政府の反発を和らげ「平穏かつ安定的な維持管理」をするためとして、国有化をする方針を決め、2012年9月3日に政府高官と埼玉県在住の地権者が協議し国有化に合意し、9月5日にはこれが明らかになった。9月10日には尖閣諸島の国有化に関する関係閣僚会合を開き、それまで賃借であった魚釣島、南小島、北小島の3島を地権者より購入し正式に国有化するという方針を最終決定した。翌9月11日、日本政府は魚釣島、北小島、南小島の3島を20億5千万円で購入し、日本国への所有権移転登記を完了した。購入費は平成24年度予算の予備費から支出された。

## 中国の反応

### 反日デモ
温家宝中国首相は北京・外交学院での講演で「中国政府と国民は主権と領土の問題で、半歩たりとも譲歩しない」と述べた。以降の中国で行われる日本に関するイベントが安全を考慮して延期や中止となった。また中国中央電視台などの多くのメディアが尖閣国有化をめぐって大々的な対日批判を展開し、中国国民の反日感情を徹底的に煽った。これにより中国各地では抗議活動が発生し、日本人への暴行が相次ぎ、9月15日から同月18日までは一部のデモ参加者が暴徒化し日系関連の商店や工場を破壊・略奪・放火するまでになった。
9月17日に中国外交部副報道局長の洪磊は、暴力的な反日デモが発生したことについて、国有化を進めた日本に責任があるという趣旨のコメントをした、19日には次期共産党総書記に内定していた習近平（当時国家副主席）がアメリカ国防長官のレオン・パネッタと会談する中で、日本の尖閣を巡る対応を中国への主権侵害だと批判した上で、尖閣諸島に対する日米安保の適用についても「米国が釣魚島の主権問題に介入せず、事態を複雑化させないことを望む」と牽制した。 これに対しパネッタ国防長官は「尖閣諸島は日米安保条約の適用範囲内であり、軍事的な衝突に発展すれば、アメリカも関与せざるをえない」と回答し、先立って会談した梁光烈国防相にもこうした考えを伝えた。
中国のインターネット上では、「釣魚島は中国に帰属するが、青い空は世界に帰属する」という言い回しが流行った。

### 報復措置
9月19日以降に暴力的なデモが収束した後は、2010年の尖閣諸島中国漁船衝突事件の後と同じく、日本からの輸入品の通関を厳格化させ遅滞させている。また北京市新聞出版局は「思想を統一し、（政治的な）方向を把握せよ」と出版社の編集者らに指示を出し、書店から日本人作家の著作や日本語学習書などの日本関連書籍を引き上げさせた。
中国が尖閣周辺の日本領海内や日中接続水域などに監視船を派遣し始めたのは2008年12月であり、2010年9月の漁船衝突事件以降は、「漁政」や「海監」等の中国公船の派遣をほぼ毎月のペースに激化させ、領海侵犯も繰り返していた。
国有化以降は、それを更にエスカレートさせ、2012年9月14日には過去最多となる6隻の「海監」が同時に尖閣諸島を領海侵犯し、9月18日は過去最多となる12隻の公船が接続水域に侵入しこのうち3隻が領海侵犯した。この際、日中のメディアにより「漁政」が1,000隻の漁船団を引き連れて尖閣海域にやってくると報じられていたため、日本の海上保安庁は過去最大となるPS（350トン型未満）以上の巡視船50隻体制で領海警備に当たり、海上警備行動が発令される事態に備えて海上自衛隊の自衛艦も距離を置いて集結した。以後も中国公船は接続水域の出入りを繰り返し、海上保安庁の巡視船艇や海上自衛隊のP-3C哨戒機の監視を受けている。
18日以降、7日連続で、中国当局の航行が続いていたが、9月24日の午前6時半過ぎ「海監46」と「海監66」の2隻が、10時40分には「漁政310」が、それぞれ領海侵犯したのを、海上保安庁の第十一管区海上保安本部が確認。巡視船が無線を使い退去を求めたが、反応がなかった。これを受け、同日午前に、野田佳彦総理は総理官邸危機管理センターに官邸対策室を設置。河相周夫外務事務次官らと首相官邸で協議し、次官に対し「情報収集を徹底し、連絡を密にとってほしい」との指示をした。その後、河相事務次官は程永華在日本中国大使に対し、電話で可及的速やかに領海外へ退去するように求めた。また、杉山晋輔外務省アジア大洋州局長が、在日本中国大使館の韓志強公使に、電話を通じて「日本の領海への侵入は容認できない」との抗議を行った。
さらに9月24日午後から河相周夫外務事務次官が、2日間の日程で訪中。25日に張志軍中国外交部筆頭副部長と4時間に渡り会談した。双方は協議継続で一致したものの、議論は平行線のままで、関係改善の糸口を見いだすには至らなかった。
9月27日国際連合総会の一般討論演説では、楊潔篪中国外交部長が「日本が釣魚島を盗んだ」などと主張し、日本を非難した。これに対し、兒玉和夫・国連大使が、尖閣諸島は日本の領土であるとの答弁を行い、中国の李保東国連大使と論戦を交わした。
漁船衝突事件（2010年9月7日）以降、「漁政」等の中国公船が毎月、尖閣諸島の接続水域を徘徊し、領海侵犯もするようになり、国有化（2012年9月11日）以降は12月13日までの約3月で計17回領海侵犯した。12月13日には統計を取り始めてから初めて、中国の航空機（国家海洋局所属機）が魚釣島を領空侵犯し尖閣諸島の領有権を主張した。海上保安庁の巡視船から通報を受けた航空自衛隊は、F-15J戦闘機8機とE-2C早期警戒機を緊急発進させたが、既に中国機は領海の外に飛び去った後だった。尖閣諸島は自衛隊の地上レーダーの覆域外で、海保からの通報があるまで自衛隊は中国機の領空侵犯を認知できなかった（中国機尖閣諸島領空侵犯事件）。

## 日本と台湾の反応
9月25日の午前7時40分頃から11時30分頃までに台湾の中華民国行政院海岸巡防署の巡視船12隻と宜蘭県蘇澳鎮から出港した漁船約40隻が同時に尖閣諸島の領海を侵犯し、尖閣諸島の台湾領有を主張するデモ活動を行った。これに対して海上保安庁は保有する約360隻の巡視船・巡視艇のうち約45隻を出動させて対応し、巡視船が放水して進路規制を行ったが、台湾の巡視船も放水でこれに応戦した。これを受けて、財団法人交流協会の今井正理事長が中華民国外交部を訪れ、楊進添外交部長と2時間にわたり会談、厳重抗議と再発防止の申し入れを行ったが、楊部長は日本の国有化について批判した。また、馬英九中華民国総統はこの領海侵犯を「全力で漁民の安全を守った」「釣魚台が我が領土であることを世界に誇示した」と絶賛した。

9月26日、中国や台湾の報復措置が強まるなか国際連合総会に出席した野田佳彦総理大臣は、一般討論演説で「一方的な力や威嚇を用いて実現しようとする試みは、国連憲章の基本的精神に合致せず、決して受け入れられない」と主張。総会後、ニューヨークで行われた記者会見では、「後退する妥協はありえない」と述べた。
石之瑜（国立台湾大学）は、『聯合早報』9月11日付け寄稿「南シナ海で強硬姿勢を取るよりもシャトル外交を」において、尖閣諸島問題で、台湾は劣勢にあり、主として中国と日本が対立する中で、台湾が第三者としての日中間のシャトル外交を通じて、両者が面目を保つ形で合意を図り、平和的解決に一役買うことができれば、国際社会において地位を確立できると述べている。
2013年5月、中華民国総統であった李登輝は日本政府による尖閣諸島国有化について、「（中国は）周辺国への内政や領土干渉を繰り返すことによって、自分たちの力を誇示しているのである。こうした中国の動きを説明するのに、私は『成金』という言葉をよく使う。経済力を背景に、ベトナムから西沙諸島を奪い、南沙諸島でフィリピンが領有していた地域に手を出し、そして日本領土である尖閣諸島の領海、領空侵犯を繰り返す中国は、札束の力で威張り散らす浅ましい『成金』の姿そのものである。それこそ私は事あるごとに日本や沖縄の要人、台湾内部に向けて『尖閣諸島は日本の領土』と言い続けてきた。しかし、肝心の日本の政治家のほうが中国に遠慮して、『尖閣は日本の領土』という態度を示してこなかった。野田前首相の時代に尖閣諸島は国有化されたが、あのような手続きを行ったところで、どれほどの効果があるのか。国が買わないなら都で買う、と表明した石原慎太郎前都知事にしても、彼の個人的な意気を示すだけの話であったように思う。もともと尖閣諸島は日本国民の領土なのだから、日本政府は手続き論に終始せず、中国が手を出してくるなら戦う、ぐらいの覚悟を示す必要がある」と述べている。また李登輝は、中国人民解放軍は、陸軍には覇権を拡張する道がないため、海軍の強化に努めており、尖閣諸島周辺の領海・領空侵犯を繰り返して日本に揺さぶりをかけるであろうが、現在のところ軍事侵攻する可能性は低く、それは日本の同盟国であるアメリカ軍を恐れているからであり、従って中国は尖閣諸島の「共同管理」を突破口にして、太平洋に進出することを狙っており、中国による尖閣諸島の「共同管理」の申し出は断固拒絶すべきであると述べている。

## 経済的影響
日中関係の著しい悪化により、全日本空輸と日本航空の日中路線の9月から11月までの団体客分の5万2千席がキャンセルされた。また中国では様々な日系商品に対する不買運動が起こっており、急激な日本車販売の落ち込みにより、日系自動車各社は中国国内工場の減産や休業措置をとり、日本から中国への完成車の輸出も停止させた。また、中国の地方政府や国有企業が日系企業に発注した案件をキャンセルしたり、日系企業を取引停止措置にしたり日本人社員との面談を禁止にした。中国内陸部の職業紹介所は日系企業への学生就職紹介を拒否し、店頭で日本製品を販売する要員の募集に人が集まらないなど、日系企業への就職拒否も広がっている。
2012年7月から9月期、円相場の上昇を背景とした日本企業による海外企業に対するM&Aは高水準を保っていたのに対し、中国企業に対するM&Aが75パーセント減少。デモの影響で、交渉が破談になった例もみられた。トヨタ自動車、マツダ、日産自動車などは不買運動の影響で販売台数が落ち込み、これを受けてトヨタ自動車は、中国への自動車輸出停止や生産台数の大幅な削減を決定、ダイドーリミテッドやファミリーマートなどでは出店計画の見直しが行われた。国際協力銀行の奥田碩総裁は「日本製品の中国での生産や販売は半減以下になっている。」と述べた。日本貿易会の会長を務める槍田松瑩三井物産会長は、中華人民共和国海関総署による輸入通関での遅れがみられ、中国当局による事実上の経済制裁が開始された可能性があるとの認識を示した。
2013年1月31日、山口県下関市に本社を置く株式会社山本工業が反日デモで中国青島の主力工場が焼き討ちにされた影響で自己破産した。
一方で、2012年12月に第2次安倍内閣が発足してからはアベノミクスにより超円高が緩和され日本政府が様々な観光誘致策も行ったことで、訪日中国人観光客が激増した（訪日外国人旅行を参照）。また2013年の中国市場での日本車の販売台数も回復しており、特に2015年においては日本車が外国車としては最もシェアを伸ばした。

## 中国公船の領海侵犯の常態化と日本の対応
国有化以降は、尖閣諸島への中国公船の領海侵犯の件数が爆発的に増加して常態化し、特に2013年7月に中国の各海上保安機関が統合して中国海警局が発足してからは、中国公船の大量建造・大型化・武装化も進み尖閣諸島周辺海域での海洋をめぐる事態が深刻化することになった。これを受けて日本側はくにがみ型巡視船を大量建造して、海上保安庁の第十一管区海上保安本部に同型10隻（石垣海上保安部に配備）とつがる型巡視船2隻からなる「尖閣領海警備専従体制」を構築して2016年2月に完成させた。また2018年度末までに規制能力強化型の新たな小型巡視船を宮古島海上保安部に9隻配備して「尖閣漁船対応体制」を完成させ、2019年度末までに新型ジェット機ファルコン2000LXSを3機配備して「尖閣24時間監視体制」を完成させた。

## 各国紙の社説

### 中国の行動を「帝国主義的」とする見方
産経新聞は、尖閣諸島問題の当事国以外の反応について、中国の手法は「帝国主義」であるとの欧米の見方を米・独、2か国の大手紙の社説を引いて紹介している。

#### 米国
米国紙『ウォールストリート・ジャーナル』は2012年9月25日付けの社説において、尖閣国有化に対する中国の対応について中国政府が反日行動の煽動と抑制の「二重のコントロール」を行っていると指摘し批判した。同社説は、野田政権が東京都の尖閣購入に先んじて国有化を実施し、尖閣諸島の件で対中摩擦を未然に防ごうとしたにもかかわらず、むしろ中国への挑発と受け止め、尖閣諸島海域にその漁業監視船等の公船を送り込んだり、反日デモの暴動化を煽動したことは「危険かつ、自国の経済停滞から国民の目を逸らす」ものだとしている。また、同諸島の主権の問題については、外交的手段で抗議すべきものを軍事的衝突に発展するような形の措置をいくつも選択したと指摘。
これらの中国の対応は侵略的であるとし、その背景には反民主主義勢力に民族主義的傾向の加わった動きの現れと見なしている。旧ソ連の域には達していないものの、国際秩序に挑戦し崩そうという動きが、実際に国際秩序を不安定化させる危惧は避けられず、中国が日本をはじめとする近隣諸国にそのような攻勢を掛けることを米国は断固として阻止しなければならないと、同社説は主張している。

#### ドイツ
ドイツ紙『フランクフルター・アルゲマイネ・ツァイトゥング』は、ペーター・シュトゥルム政治部記者による9月11日付け論説「発見」において、「国家主権」が問題になる場合、現在の東アジアでは理性的な対応はほとんど当てにできず、日本政府は、尖閣諸島を購入することによって、火に油を注ぐことを回避しようとしたが（石原慎太郎都知事に売却していれば、中国との摩擦を嬉々としてヒートアップさせていた）、中国は尖閣諸島周辺に豊富な海底資源の埋蔵が指摘されて初めて「領有権」を主張したことが中国政府の主張に信憑性を疑わせているとしており、さらに『フランクフルター・アルゲマイネ・ツァイトゥング』は9月24日付け社説で、日本の尖閣諸島国有化に対する中国の行動について、百年前の大英帝国などの列強も行っていた事として、中国への批判に消極的な見方を踏まえながらも、過去の欧米諸国の帝国主義的政策になぞらえて「古典的」な大国主義的政策との懸念を表明しており、中国の過激な反応に対する日本の野田政権の冷静な対応を評価し、かつて欧米列強の帝国主義に苦しめられた歴史を経験したはずの中国が「同じ手法を使っている」と批判し、中国が自制しなければ帝国主義時代の状態に逆戻りすることになると指摘している。
一方、同社説は中国の国内事情にも言及し、反日意識の高まっている国民に対して中国政府が理性的対応を取ることが原因で、逆に中国の「国の名誉を守れなかった」と国民の反発を受けてしまえば、汚職の蔓延などで信頼性を低下させている中国共産党（＝為政者）は窮地に追いやられることになる。そして窮地に追い込まれた「独裁的指導部」が不測の事態を起こす危険性を警戒しており、その上で、同社説はこの状況の打開策の鍵は日本との同盟関係にある米国の役割にあると見て、更に米国はその「役割を果たせる」と強調する。南シナ海における領有権問題も視野に入れ、領土問題は2国間で解決することで、中国に一方的に有利な結果を招かないよう、この問題の関係諸国に呼びかけている。しかしその一方で、日中両国ではこの問題の行方には「中期的に解決できない争いがある」との展望に立つ必要性から、両国それぞれが立場の相違を認め合うことだけでも進展があるとし、特に大国としての中国がその度量を示せるかに掛かっているとする。

### 購入を撤回し国際司法裁判所に付託すべきという意見

#### シンガポール
少数ながら、国際司法裁判所に付託すべきという意見もあり、2012年9月24日付のシンガポールの『ザ・ストレーツ・タイムズ』は「隣国との間の名誉と歴史」と題した論説にて、尖閣諸島問題をめぐる日中両国の袋小路的状況は、両国間の名誉と歴史によるものとし、単に岩（島）を巡る問題ではなく、それ故にこの問題の包括的解決策を単純なものとして次のように解説した。日本はその戦時中に行われたとする日本の中国に対する残虐行為への謝罪と補償はこれまで適切に行ってきたとする一方で、政治指導者による靖国神社参拝問題やこのような過去の歴史に関する歴史修正主義的教科書が出てくることで、逆に指導者のその謝罪が不誠実なものであるという捉えられ方を受けていると指摘する。『ザ・ストレーツ・タイムズ』はアジアの隣人である中国のニーズに日本はより敏感になるべきであって、尖閣諸島購入ではなく、国際司法裁判所のような第三者機関にこの問題を付託すべきであるとした。また、『ザ・ストレーツ・タイムズ』は中国政府に対しては反日抗議を抑制し理性的対応を求める一方、日本が為してきたこれまでの対中援助や貢献の事実を中国国民に教育すべきであるとし、これらによって中国は日本を歴史的に許す挑戦をすべきと説く。許すことは憎悪と不寛容のサイクルの長期化を打破する重要なことであるとした。
『ザ・ストレーツ・タイムズ』はこれまでも中国政府寄りの報道を続けており、「中国のイメージ問題」（2011年6月17日）では、尖閣諸島中国漁船衝突事件について「中国人船長を日本の刑法で起訴しようとするなど、日本領土として尖閣諸島を扱う実績を積もうとした日本政府の行為は、中国には絶対に許せるものではなく、強烈な反応も合理的なものだった」と書いたり、別のコラムでは「野田前政権による尖閣諸島国有化が日中関係の悪化を招いた」と書いてきた。後者のコラムには、在シンガポール日本国大使館が2013年2月21日付で寄稿し、「緊張が高まった原因は国有化（2012年9月）ではなく、（2008年に始まり、2010年9月の尖閣諸島中国漁船衝突事件以降に常態化した）尖閣周辺海域への中国艦船の派遣や領海侵犯にある」と反論した。そして、中国海軍艦船が海上自衛隊護衛艦に射撃管制用レーダーを照射した問題などを取り上げ、「中国が一方的に挑発行為の手段に訴えているのは極めて残念だ」とした。